# Лайвиньш, Вильгельм Янович
Вильгельм Янович Ла́йвиньш (латыш. Vilhelms Laiviņš, 1911—1979) — латвийский советский хозяйственный и партийный деятель, первый секретарь Рижского райкома Компартии Латвии. Герой Социалистического Труда.

## Биография
Родился в 1911 году в Мангальской волости. Член КПСС с 1940 года. В годы Второй Мировой войны — организатор и руководитель партизанского движения в Латвии, разведчик в тылу врага, командир партизанского соединения, командир партизанского полка «Par Padomju Latviju» (в переводе с латыш. — «За Советскую Латвию»), командир Латвийской партизанской бригады, затем первый секретарь Рижского райкома КП Латвии.
Указом Президиума Верховного Совета СССР от 17 сентября 1957 года удостоен звания Героя Социалистического Труда «за выдающиеся успехи, достигнутые в деле развития сельского хозяйства по производству зерна, картофеля, сахарной свёклы, мяса, молока и других продуктов сельского хозяйства, и внедрение в производство достижений науки и передового опыта» с вручением ордена Ленина и золотой медали Серп и Молот.
Избирался депутатом Верховного Совета Латвийской ССР 2-го созыва, Верховного Совета СССР 3-го созыва. Делегат XXI съезда КПСС.
Умер в Риге в 1979 году.